# Abdías Salazar
Abdías Salazar (16 aprile 1977) è un pentatleta messicano.

## Palmarès
In carriera ha conseguito i seguenti risultati:
- Mondiali:

Città del Messico 1998: oro nel pentathlon moderno a squadre.